# Тупи (народ)

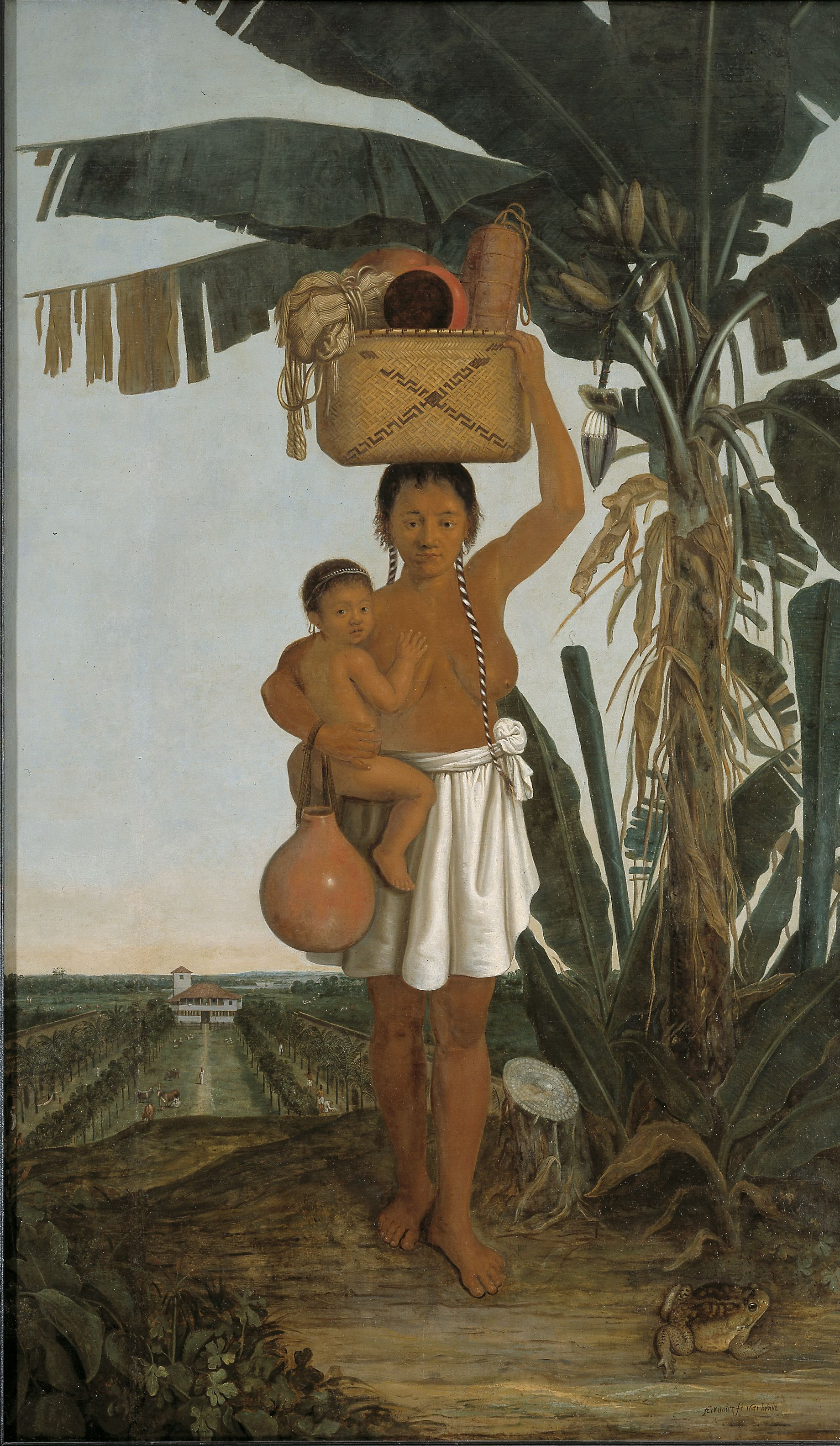
Девушка из племени тупи. Художник Альберт Экхаут

Каннибалы из племени тупинамба. Рисунок из книги Х. Штадена

Тупи́ (исторически также известны под названием тупинамба — фактически, названием одного из племён, входивших в эту общность) — одна из крупнейших этнических групп в составе индейцев Бразилии. Современная группа народов гуарани, обитающая на юге Бразилии, в Уругвае, Парагвае и на севере Аргентины, говорит на языке гуарани, родственном языку тупи.

## История

### Ранняя история
Как предполагают исследователи, изначально тупи населяли дождевые леса Амазонки, однако около X—IX вв. до н. э. стали расселяться на юг и постепенно заняли побережье Атлантического океана.
Народ тупи населял до прихода европейцев почти всё побережье Бразилии. В 1500 году их численность, по современным оценкам, составляла около 1 миллиона человек — почти столько же, сколько в Португалии того времени. Тупи были разделены на несколько десятков племён, каждое из которых составляло от 300 до 2 000 человек, среди них: тупиниким, тупинамба, потигуара, табахара, каэтес, темимино, тамойос.
Тупи занимались земледелием: они выращивали маниок, кукурузу, батат, бобы, арахис, табак, тыкву, хлопок и многие другие растения. Название овоща «топинамбур» в европейских языках происходит от названия племени (тупинамба), хотя на самом деле овощ был заимствован у североамериканских индейцев, а тупинамба не были с ним знакомы, но были на тот момент самым известным индейским племенем.
Нередко племена тупи конфликтовали с другими племенами региона или даже друг с другом. Представление о едином народе тупи у них отсутствовало, несмотря на общий язык. Во время войн тупи захватывали пленников с тем, чтобы позднее употребить их в пищу в ходе специальных ритуалов.
Если верить воспоминаниям германского ландскнехта Ханса Штадена, участвовавшего в бразильских экспедициях конкистадоров, тупи (по крайней мере племя тупинамба, в плен к которому он попал) практиковали каннибализм, поскольку считали, что вместе с мясом противника усваивают его силу. Штаден не был съеден якобы потому, что всякий раз громко умолял о пощаде, а тупи не ели трусов, считая, что всякий, съевший труса, переймёт его трусость. Книга Штадена, опубликованная в 1557 году, получила широкую известность в Европе не в последнюю очередь из-за описания каннибальских ритуалов.

### Европейская колонизация
Начиная с XVI века тупи, как и другие индейские племена региона, подверглись культурной ассимиляции со стороны португальских колонизаторов, нередко обращались в рабство, что привело к почти полному их уничтожению, за исключением нескольких небольших общин, проживающих в индейских резервациях Бразилии.

### Смешение рас и «своячество» (Cunhadismo)
В формирование бразильского этноса внесли вклад различные народы, однако особенно весомым был вклад потомков тупи. Когда португальцы прибыли в Бразилию в XVI веке, первыми их встретили тупи. Вскоре распространились смешанные браки между португальскими поселенцами и местными женщинами, тем более что португальцы редко привозили с собой женщин. Вместе с этим в колонии начал распространяться феномен «своячества», известный под названием «cunhadismo» (от португальского cunhado, «шурин»). «Своячество» по сути было старинной индейской традицией включения чужаков в свою общину. Индейцы предлагали европейцу девушку из своего племени в жёны, и если тот соглашался, он становился «свояком» для всех индейцев племени. Европейцы быстро усвоили многожёнство, распространённое среди индейцев, и один европеец мог иметь десятки индейских жён (temericós).
«Своячество» также использовалось для вербовки рабочей силы. Пользуясь многочисленными родственными связями, приобретёнными через своих аборигенных жён-temericós, португальцы использовали «свояков» для работы на себя, в первую очередь для рубки цезальпинии и погрузки древесины на корабли. В ходе этого процесса образовалась значительная популяция метисов, получивших в Бразилии название «мамелюко» и составивших подавляющее большинство населения этой страны. Без практики «своячества» португальцы едва ли закрепились бы в Бразилии, поскольку численность их была весьма мала, в особенности женщин.

## Наследие тупи в современной Бразилии

### Образ жизни

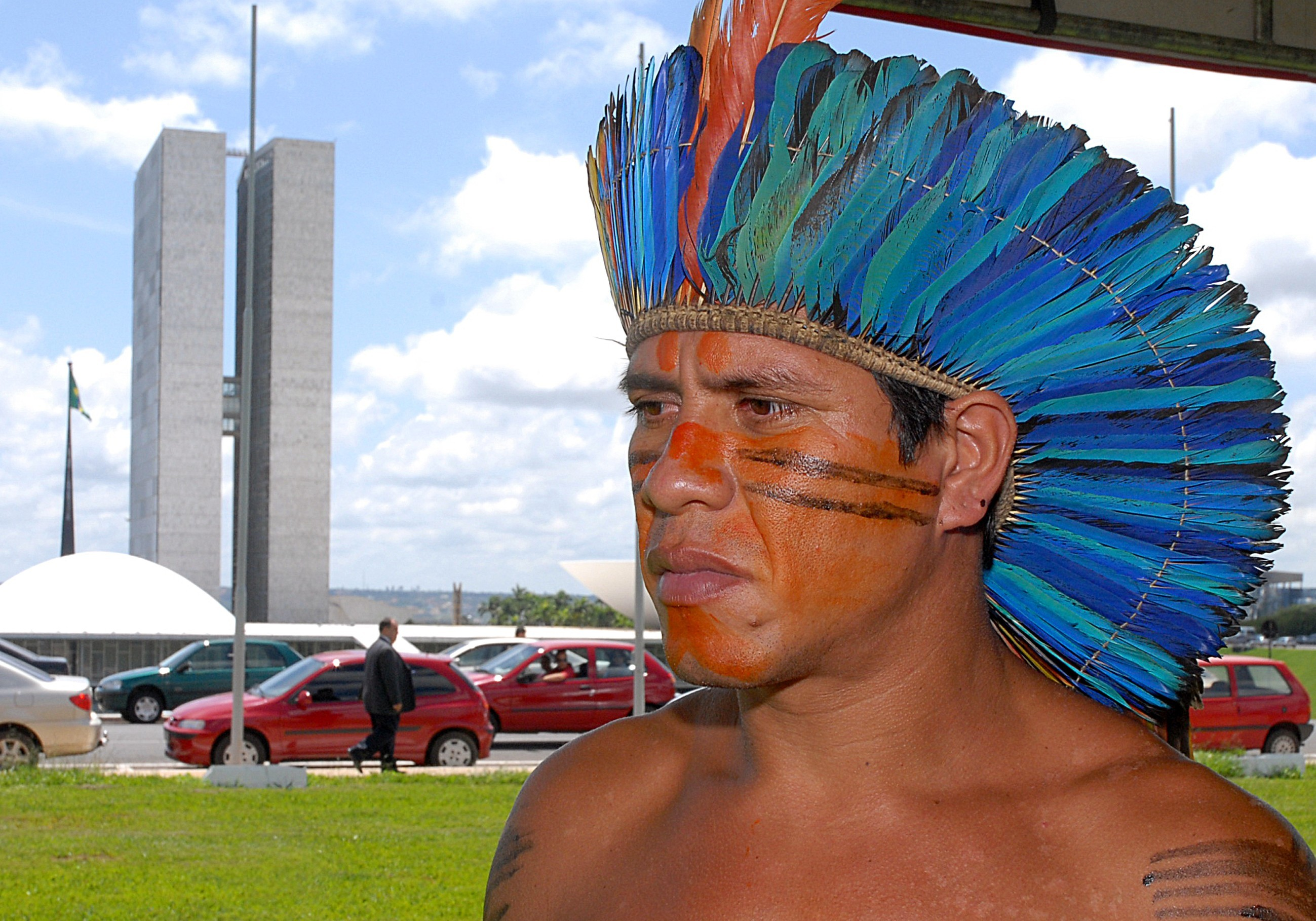
Касик (вождь) племени тупиниким, 2007 г.

Хотя чистокровные тупи в Бразилии исчезли — отчасти из-за тяжёлых условий рабства, отчасти из-за занесённых европейцами болезней — большую часть территории Бразилии заселили потомки тупи по материнской линии, которые в значительной мере унаследовали старинные традиции своего народа. Дарси Рибейру (Darcy Ribeiro) писал, что по своим характеристикам первые бразильцы были скорее тупи, чем португальцами, и даже креолизированный язык, на котором они говорили — «ньенгату» (Nheengatu), известный также под названием «лингва-жерал», служил в качестве лингва-франка в Бразилии вплоть до XVIII века. Центром распространения «мамелюко» (потомков португальцев и тупи) был регион Сан-Паулу. Отсюда в XVII веке они, как участники походов за рабами, которые организовывали «бандейранты», проникли на всю территорию нынешней Бразилии, включая регионы, где исторически тупи никогда не проживали. Именно эти метисы распространили иберийскую культуру по самым дальним уголкам страны. Они окультурили изолированные индейские племена и распространили креольский язык «лингва-жерал», который возник в XVII веке и в настоящее время почти вытеснен португальским, однако всё ещё существует в некоторых регионах Амазонии.
По образу жизни старые «паулиста» (жители Сан-Паулу) почти не отличались от индейцев. В семье языком общения был ньенгату (лингва-жерал). Земледелие, охота, рыболовство и сбор фруктов происходили так же, как и у индейцев. От тупи они отличались лишь использованием одежды, соли, металлических орудий, европейского оружия и ряда других европейских предметов.
Когда области, где проживали метисы, стали подпадать под влияние капиталистической экономики, свойственные тупи характеристики стали постепенно утрачиваться. Португальский язык возобладал, а язык «лингва-жерал» практически исчез. Сельские традиции, происходившие от тупи, были вытеснены европейскими технологиями, поскольку сельское хозяйство в большей степени стало ориентироваться на экспорт.

## Лексика
Португальский бразильский язык заимствовал немало слов из вымершего языка тупи, в частности такие распространённые, как mingau, mirim, soco, cutucar, tiquinho, perereca, tatu. Из тупи происходят названия представителей местной фауны (например, arara — попугай «ара», jacaré — «аллигатор», tucano — «тукан») и флоры (mandioca — «маниок», abacaxi — «ананас»). Из него же происходят ряд топонимов современной Бразилии (Итакуакесетуба, Пиндамоньянгаба, Каруару, Ипанема и др).
Существуют и имена, происходящие из языка тупи, — Ubirajara, Ubiratã, Moema, Jussara, Jurema, Janaína и др., однако они не говорят о том, что их носители действительно являются потомками тупи, а скорее являются отголосками бразильского национализма.

## Массовая культура
Племя тупинамба было изображено в сатирическом фильме 1971 года Нелсона Перейры дус Сантуса «Как вкусен был мой француз» (Como Era Gostoso o Meu Francês).
Как дань уважения народу тупи был назван первый бразильский телеканал Rede Tupi, начавший вещание в 1950 году и закрытый в 1980 году.